# Kouta Hirano
Kouta Hirano (平野 耕太, Hirano Kōta, Adachi, 14 juli 1973) is een Japans mangaka. Hij is vooral bekend door de manga Hellsing en Drifters.

## Carrière
Hirano leerde manga tekenen via Akira Toriyama's werk en dankzij Akira Sakuma's Hetappi Manga Kenkyujo. Hij begon zijn carrière als assistent. In deze functie beschreef hij zichzelf als "vreselijk" en "lui". Later ging hij hentai tekenen. Hij kende enig succes met manga als Angel Dust, Coyote, Gun Mania en Hi-Tension. In 1996 publiceerde hij The Legends of Vampire Hunter in het tijdschrift Young King OURs. Het jaar daarop volgde Hellsing, welke zijn eerste grote hit werd. De reeks werd vanaf 1997 uitgegeven in het tijdschrift Young King OURs.
Een deel van Hirano's ouder werk wordt vandaag gezien als verzamelobjecten vanwege hun geringe uitgaven. Verscheidene Hellsing personages kwamen reeds voor in oudere titels van zijn hand. Zo is er bijvoorbeeld een zeldzaam hentaiprototype van Hellsing getiteld The Legends of (the) Vampire Hunter. Op Otakon 2006 stelde Hirano dat hij binnen twee jaar Hellsing zou afwerken om zich vervolgens op andere projecten te focussen. Deze uitspraak bleek correct: in oktober 2008 kwam er na 95 hoofdstukken een einde aan Hellsing. Sindsdien werkt Hirano aan een nieuwe reeks getiteld Drifters.
Hirano maakt deel uit van een dojinshicirkel getiteld GUY-YA. Mangaka Shutaro Yamada (bekend van Read or Die) is ook lid.

## Oeuvre
- Angel Dust
- Assassin Colosseum
- Be Wild!!
- Bishpnen de Meitantei de Doesu
- Count Pierre Eros' Gorgeous Daily Grind
- Coyote
- Crossfire
- Daidojin Monogatari
- Deep
- Desert Schutzstaffel
- Drifters
- Doc's story
- Front
- Gun Mania
- Hellsing
- Hellsing: The Dawn
- Hi-Tension
- Hi-and-Low
- Ikaryaku
- Ikasu Soto Tengoku
- karera no Shūmatsu
- Koi no Strikeback
- Maho no Muteki Kyōshi Kawahara Z
- Magic School
- Susume! Ikaryaku
- Susume!! Seigaku Denno Kenkyūbu
- The Legends of Vampire Hunter
- The Weekenders
- UFO 2000

- Bibliothèque nationale de France: cb145779304 (data)
- CiNii: DA17507255
- Gemeinsame Normdatei: 1102556556
- International Standard Name Identifier: 0000 0000 4491 4884
- Library of Congress Control Number: nb2005020544
- Bibliotheek van het Japanse parlement: 00411833
- Nationale Bibliotheek van Israël: 987007394611605171
- Système universitaire de documentation: 159513618
- Virtual International Authority File: 74097465
- WorldCat: E39PBJwHgVQ8kKKdMTdp6RfQbd